# Cephalostachyum perrieri
Cephalostachyum perrieri är en gräsart som beskrevs av Aimée Antoinette Camus. Cephalostachyum perrieri ingår i släktet Cephalostachyum och familjen gräs. Inga underarter finns listade i Catalogue of Life.